# Christopher O'Riley
Christopher O'Riley es un pianista clásico estadounidense y presentador de radio, conocido también por sus versiones para piano de temas de música alternativa.
O’Riley nació Chicago, (Illinois) y creció en Evanston, (Illinois). Estudió en el Conservatorio de Nueva Inglaterra (New England Conservatory of Music), en Boston. Ha recibido numerosos premios en los certámenes de Montreal, Busoni, Van Cliburn, y Leeds, así como la beca Avery Fisher Grant. O´Riley ha grabado además obras de música clásica europea.

## Radio
Hasta 2018, O´Riley era el presentador del programa semanal From the Top en la National Public Radio, donde se entrevista a jóvenes músicos. Durante sus primeros programas comenzó a tocar canciones del grupo Radiohead o de compositores como Claude Debussy y Serguéi Rajmáninov con la intención de rellenar intermedios. Posteriormente grabó At the Break, un disco recopilatorio con varias de esas interpretaciones.

## Grabaciones musicales
- Su primer álbum, en 1983, incluía una colección de piezas de Ferruccio Busoni.
- Obras de Maurice Ravel, Serguéi Rajmáninov, Jean-Philippe Rameau, John Adams, Ígor Stravinski, Beethoven, Bach, y Aleksandr Skriabin.
- Rhapsody in Blue con la Orquesta Filarmónica Real.
- True Love Waits, en 2003, versiona canciones de Radiohead. Hold me To This, en 2005, también lo hace con otra nueva selección.
- Home to Oblition, en 2006, como tributo a Elliott Smith.

## Pensamiento
- O´Riley declara haber introducido la música de Radiohead a una audiencia clásica, así como la música clásica al público en general. En sus conciertos alterna piezas clásicas con la música alternativa. También ha afirmado que un gran seguidor de Radiohead por su gran variedad de registros musicales y que guarda todo el material disponible.
- O´Riley considera a Elliott Smith como el compositor más importante desde Cole Porter, aunque reconoce que descubrió su obra tras la muerte de éste en 2003.
- Al preguntársele por sus peculiares elecciones a la hora de escoger el material musical, contesta parafraseando a Duke Ellington:"Hay dos clases de música, la buena y la de otra clase".

## Estilo
O´Riley no canta, pero sus interpretaciones de música alternativa muchas veces incorporan elementos vocales. Aunque no se considera un compositor pero admite realizar el mismo trabajo que otros compositores clásicos cuando buscaban inspiración en temas populares. Su estilo ha sido muy aplaudido por algunos seguidores de Radiohead por su carácter romántico. Otros, en cambio, preferirían una mayor improvisación semejante al jazz de Brad Mehldau, o incluso consideran que se aprovecha del trabajo del grupo.
De todos modos, O´Riley ha sido aclamado por diversos críticos musicales por sus otras obras-tributo. True Love Waits recibió una puntuación de 4 sobre 5 en la revista Rolling Stone, siendo la única grabación "clásica" en conseguirlo. Y sus conciertos versionando a Radiohead han recibido la crítica favorable por parte de los clásicos.

## Discografía
| Release date   | Album                                                | Label                      |
| -------------- | ---------------------------------------------------- | -------------------------- |
| October 1 2001 | Christopher O'Riley at the Break                     | From the Top Records       |
| June 10 2003   | True Love Waits: Christopher O'Riley Plays Radiohead | Sony                       |
| April 12 2005  | Hold Me to This: Christopher O'Riley Plays Radiohead | World Village Records IODA |
| April 11 2006  | Home to Oblivion: An Elliott Smith Tribute           | World Village Records IODA |
| April 10 2007  | Second Grace: The Music of Nick Drake                | World Village Records IODA |